# Кифарист
«Кифарист» (др.-греч. Κιθαριστής) — комедия древнегреческого драматурга Менандра (IV—III века до н. э.), от текста которой сохранился в составе папирусной рукописи I века н. э. один фрагмент. Предположительно это конец второго и начало третьего действия.
Один из центральных персонажей пьесы — молодой афинянин по имени Мосхион, который хочет жениться на дочери кифариста Фании. О развитии интриги остаётся только догадываться: предположительно главная проблема была связана с отсутствием афинского гражданства у матери девушки и устранялась благодаря опознанию женщины в традициях жанра.